# Mount Reu
Mount Reu är ett berg i Antarktis. Det ligger i Östantarktis. Australien gör anspråk på området. Toppen på Mount Reu är 1 551 meter över havet.
Terrängen runt Mount Reu är lite kuperad. Trakten är obefolkad. Det finns inga samhällen i närheten.